# Davina Williams
Davina Williams (ur. 30 listopada 1985 w Camperdown) – australijska narciarka dowolna. W 2003 roku wywalczyła srebrne medale w halfpipe'ie i jeździe po muldach na mistrzostwach świata juniorów w Marble Mountain. W 2014 roku wystąpiła na igrzyskach olimpijskich w Soczi, zajmując piętnaste miejsce w halfpipe'ie. Nie startowała na mistrzostwach świata. Najlepsze wyniki w Pucharze Świata osiągnęła w sezonie 2007/2008, kiedy to zajęła 31. miejsce w klasyfikacji generalnej. W sezonie 2006/2007 była druga w klasyfikacji half-pipe'a. W 2014 r. zakończyła karierę.

## Osiągnięcia

### Igrzyska olimpijskie
| Miejsce | Dzień     | Rok  | Miejscowość | Konkurencja | Zwycięzca     |
| ------- | --------- | ---- | ----------- | ----------- | ------------- |
| 15.     | 20 lutego | 2014 | Soczi       | Halfpipe    | Maddie Bowman |

### Puchar Świata

#### Miejsca w klasyfikacji generalnej
- sezon 2002/2003: 95.
- sezon 2003/2004: 102.
- sezon 2006/2007: 41.
- sezon 2007/2008: 31.
- sezon 2011/2012: 168.
- sezon 2012/2013: 212.
- sezon 2013/2014: 91.

#### Miejsca na podium
1. Apex – 23 lutego 2007 (halfpipe) – 2. miejsce
2. Inawashiro – 15 lutego 2008 (halfpipe) – 3. miejsce